# Typhlohnia rongshui
Espèce
Typhlohnia rongshui est une espèce d'araignées aranéomorphes de la famille des Hahniidae.

## Distribution
Cette espèce est endémique du Guangxi en Chine,. Elle se rencontre dans le xian de Rongshui dans la grotte Taoyuan.

## Description
Le mâle holotype mesure 1,39 mm et la femelle paratype 1,34 mm, les mâles mesurent de 1,38 à 1,46 mm et les femelles de 1,30 à 1,40 mm.

## Systématique et taxinomie
Cette espèce a été décrite par Lin et Li en 2023.

## Étymologie
Son nom d'espèce lui a été donné en référence au lieu de sa découverte, dans le xian de Rongshui.

## Publication originale
- Chu, Lin & Li, 2023 : « New genera and new species of Hahniidae (Araneae) from China, Laos, Myanmar, and Vietnam. » ZooKeys, vol. 1187, p. 91-134 (texte intégral).